# Kazimierz Jaremczak
Kazimierz Jaremczak (2 de octubre de 1938–7 de mayo de 2025) fue un deportista polaco que compitió en judo. Ganó una medalla de bronce en el Campeonato Europeo de Judo de 1965 en la categoría de –63 kg.

## Palmarés internacional
| Campeonato Europeo | Campeonato Europeo | Campeonato Europeo | Campeonato Europeo |
| Año                | Lugar              | Medalla            | Categoría          |
| ------------------ | ------------------ | ------------------ | ------------------ |
| 1965               | Madrid (España)    | Medalla de bronce  | –63 kg             |